# Clearance dell'inulina
La clearance dell'inulina è il volume di plasma "ripulito" (nel rene) dall'inulina nell'unità di tempo, nonché una possibile modalità con la quale misurare la velocità di filtrazione glomerulare. L'inulina è un polisaccaride non prodotto a livello endogeno (deve essere somministrato) che viene esclusivamente e completamente filtrato a livello renale, senza subire ulteriori processi di secrezione o riassorbimento a livello del nefrone; la filtrazione nel glomerulo renale avviene passivamente per differenza di pressione fino all'equilibrio della molecola in questione tra sangue e preurina; pertanto, è possibile affermare che la concentrazione plasmatica di inulina sia uguale alla concentrazione preurinaria dell'inulina stessa. Ciò rende possibile stimare la VFG tramite il calcolo della clearance dell'inulina (mL/min), effettuando il rapporto tra il carico urinario di inulina nell'unità di tempo (mg/min),che è ricavabile a sua volta tramite il prodotto tra volume urinario nell'unità di tempo e concentrazione urinaria di inulina, e la concentrazione plasmatica di inulina (mg/mL).